# Pterostichus sponsor
Pterostichus sponsor är en skalbaggsart som beskrevs av Thomas Casey. Pterostichus sponsor ingår i släktet Pterostichus och familjen jordlöpare. Inga underarter finns listade i Catalogue of Life.